# Øverlandnosa
Die Øverlandnosa (norwegisch) ist ein überwiegend verschneiter Hügel in der Heimefrontfjella des ostantarktischen Königin-Maud-Lands. Er ist die nördlichste Erhebung der Sivorgfjella.
Wissenschaftler des Norwegischen Polarinstituts benannten ihn 1985. Namensgeber ist der norwegische Dichter Arnulf Øverland (1889–1968), der 1942 wegen seiner Ermutigung der Widerstandsbewegung gegen die deutsche Besatzung Norwegens im Zweiten Weltkrieg verhaftet worden war.